# Pascoal Ranieri Mazzilli
Pascoal Ranieri Mazzilli (ur. 27 kwietnia 1910 w São Paulo, zm. 21 kwietnia 1975 tamże) – brazylijski polityk pochodzenia włoskiego, dwukrotny prezydent kraju, związany z Partią Socjaldemokratyczną (z której wywodził się też prezydent Juscelino Kubitschek de Oliveira).

## Kariera polityczna
W latach 1958–1965 był przewodniczącym Izby Deputowanych – izby niższej parlamentu brazylijskiego.
Pozostaje najbardziej znany jako dwukrotny tymczasowy prezydent kraju. Pierwszy raz objął najwyższy urząd w państwie w czasie kryzysu politycznego po ustąpieniu prezydenta Jânio Quadrosa, który najprawdopodobniej chciał tym sprowokować wojskowy zamach stanu. Tak jednak nie nastąpiło. Ponieważ lewicowy wiceprezydent João Goulart (cel spisku), znajdował się z oficjalną wizytą w ChRL i nie mógł zostać od razu zaprzysiężony, do czasu jego powrotu prezydentem został przewodniczący Izby Deputowanych Mazzilli (zgodnie z prawem nie tylko p.o., ale prezydentem, jakby sam został wybrany, nawet jeżeli tylko ad interim).
Mimo powrotu Goularta, wiceprezydent nie mógł objąć urzędu od razu, bowiem wojskowi powstrzymali go od tego, aczkolwiek bez uciekania się do otwartego puczu. Jednak po dziesięciodniowym kryzysie cywilne władze, na czele z parlamentem, zainstalowały Goularta jako prezydenta.
Druga krótka prezydentura Mazzilli przypada w okolicznościach równie dramatycznych i niecodziennych. Po obaleniu Goularta przez kolejny puczu z poparciem USA. Ponownie, z racji urzędu, został prezydentem do czasu wyboru przez Kongres marszałka Humberta de Alencar Castelo Branco. Rozpoczął się długi okres dyktatury wojskowej.